# Демилитаризованная зона

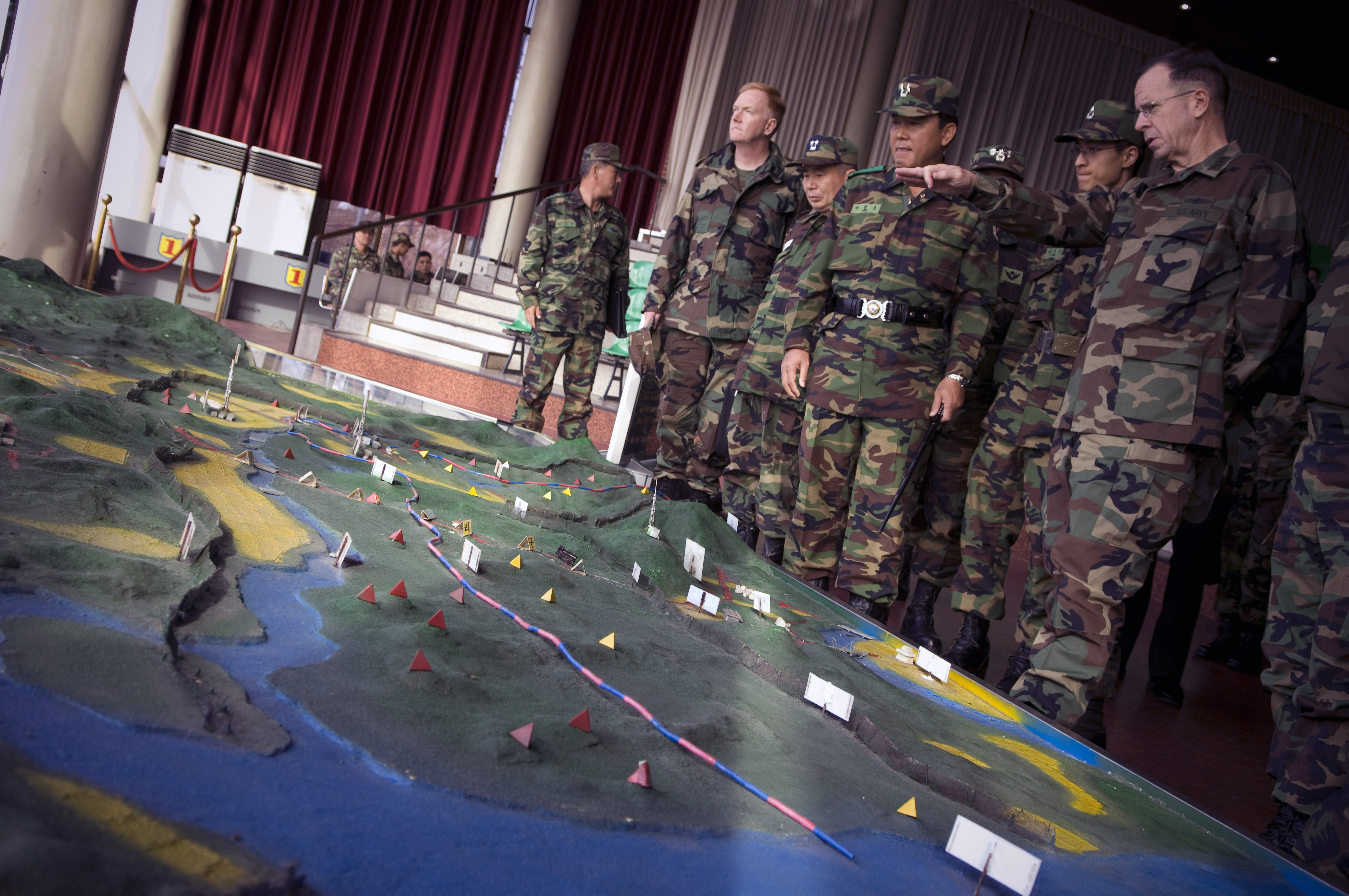
Макет с рельефом местности Корейской демилитаризованной зоны.

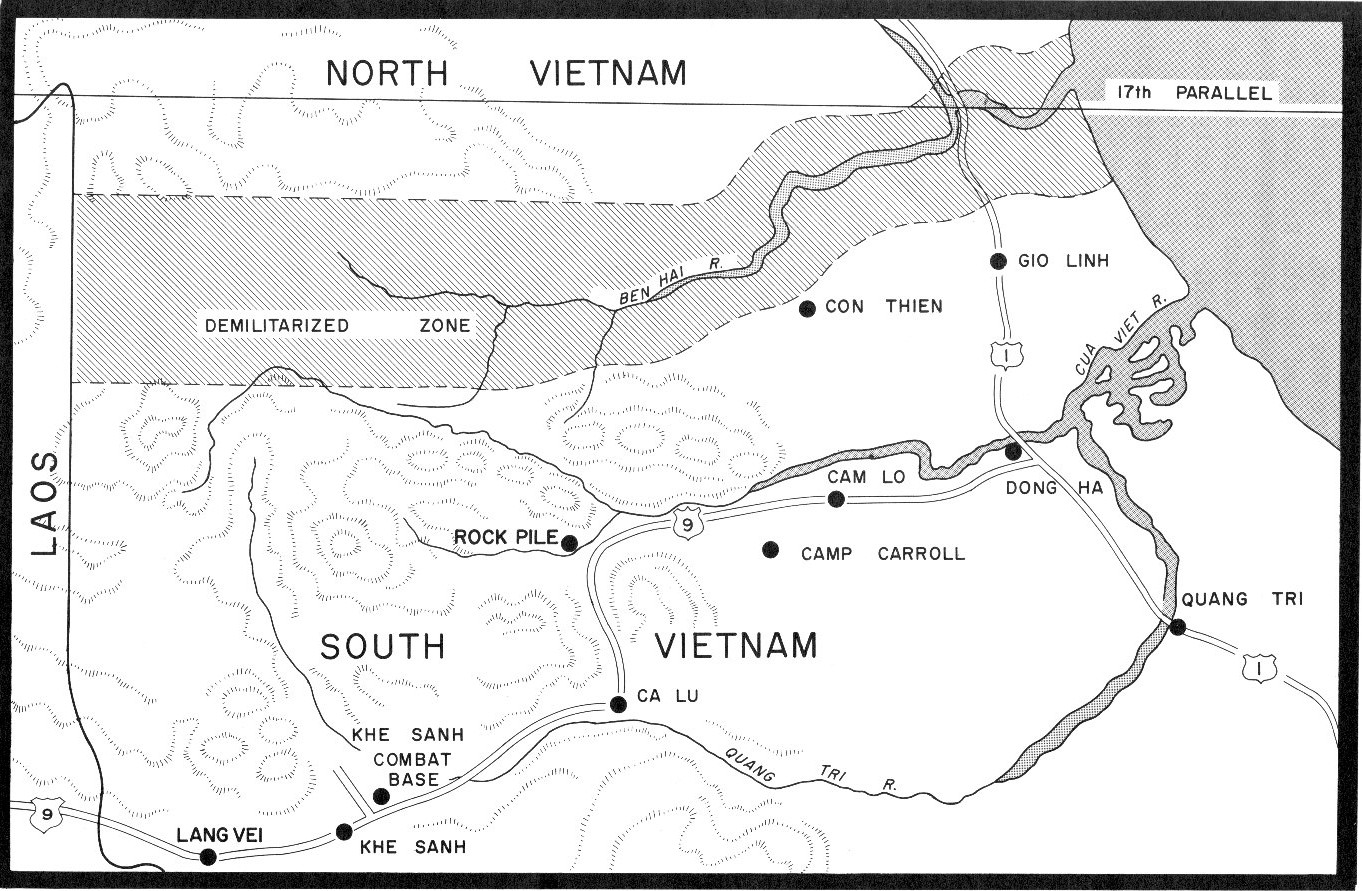
План Вьетнамской демилитаризованной зоны.

Демилитаризо́ванная зо́на или Демилитаризованная пограничная зона (от де... и лат. militaris — военный) — территория, на которой по международному договору или иному (в том числе внутригосударственному) акту ликвидированы военные сооружения и другие объекты, запрещено содержание формирований вооружённых сил, возведение укреплений, выполнение манёвров и так далее.

2. утверждает далее необходимость:

...
c) обеспечения территориальной неприкосновенности и политической независимости каждого государства в данном районе с помощью мер, включающих установление демилитаризованных зон;— Резолюция Совета Безопасности ООН № S/RES/242 (1967), от 22 ноября 1967 года.
Демилитаризованный статус — статус территории где осуществлена и поддерживается демилитаризация — установлен такой международно-правовой режим, в соответствии с которым на этой территории запрещаются или ограничиваются все виды, типы и формы военной деятельности: размещение вооружённых сил, вооружения и военной техники, создание сооружений, баз и так далее, и хранение вооружения и военной техники, проведение учений и маневров.

## Действующие
Демилитаризованными зонами, являются в соответствии с международными договорами:
- от 1 декабря 1959 года, Антарктида и пространство от её границ на 120 миль (190 км);
- космическое пространство, его отсчёт идёт от поверхности земли на 100 миль (160 км).

Ниже представлены демилитаризованные зоны (возможно, не все) по континентам:

### Африка
- Суэцкий канал[2]
- Зона между северным Марокко и испанскими территориями Сеута и Мелилья.

### Антарктика
- Антарктика[2], вся зона Антарктики (к югу от 60° южной широты).

### Азия
- Демилитаризованная зона в Корее — демилитаризованная зона между Северной и Южной Кореей, с 1953 года.
- Граница Камбоджи и Таиланда.
- Граница Кувейта и Ирака.
- Зона на Голанских высотах.
- Синайский полуостров Египта.

### Америка
- Магелланов пролив[2]

### Европа
- Зелёная линия ООН на острове Кипр[3]
- Аландские острова[2] — демилитаризованная территория Финляндии, с 1856 года.
- Шпицберген[2] — архипелаг (кроме самой северной части) и прибрежные воды являются демилитаризованной зоной Норвегии.

## Недействующие
- Рейнская демилитаризованная зона — вся территория Германии западнее Рейна и полоса в 30 км восточнее, с 1919 по 1936 год.
- Демилитаризованная зона во Вьетнаме — демилитаризованная зона между Северным и Южным Вьетнамом в 1950—1970-х годах.